# Kandaulismus
Kandaulismus je sexuální praktika nebo fantazie, ve které muž ukazuje svoji partnerku (ve smyslu milenka, družka, manželka, v textu jen partnerka) nebo její nahé obrázky jiným lidem, zejména mužům pro své vlastní voyeurské potěšení. Kandaulismus je také spojován s voyeurismem a exhibicionismem.
Termín kandaulismus může také být použit při pozorování svlékání partnerky nebo podněcování partnerky, aby se zapojila do sexuálních vztahů s třetí osobou během sexuálních praktik, např. swingers party. Stejně tak může jít i o formu, kdy je partnerka podněcována nosit oblečení, které odhaluje její fyzickou přitažlivost, např. minisukně, přiléhavé, průsvitné šaty, ev. šaty s výrazným výstřihem.
Někdy se toto chování dostane až do extrému, které neumožňuje realizovat plnohodnotné sexuální vztahy, jde tedy o praxi definovanou jako tzv. cuckold. Ta spočívá v tom, že jeho partnerka (hotwife, cuckquean) žije pravidelným sexuálním životem s jiným mužem (jinými muži) a ona sama partnerovi (ve smyslu milenec, druh, manžel, v textu jen partner) zcela odepírá pohlavní sexuální uspokojení. Jejich sexuální život omezuje jen na jednostranné orální praktiky, ve výjimečných případech nosí partner „pás cudnosti", který zabraňuje masturbaci. V určitých případech může vztah vyústit ve stabilní svazek tří lidí, známý z francouzštiny jako Ménage à trois.

## Historie termínu
Podle Gustava Gugitze (10. květen 1836 – 17. červenec 1882) byl termín kandaulismus odvozen od krále Kandaula   (700 př. n. l. – 687 př. n. l.), který ukazoval svoji nic netušící nahou manželku, královnu Nyssii, svému osobnímu strážci Gýgovi. Když Kandaulova manželka přistihla Gýga, jak ji pozoruje nahou, nařídila mu, aby si zvolil, zda zabije sebe nebo jejího muže, aby tím odčinil svůj odporný čin.
Termín poprvé definoval Richard von Krafft-Ebbing ve své knize: Psychopathia sexualis. Klinická forenzní studie (Stuttgart: Enke 1886).

### Galerie s obrazy krále Kandaula, jeho ženy a Gýga

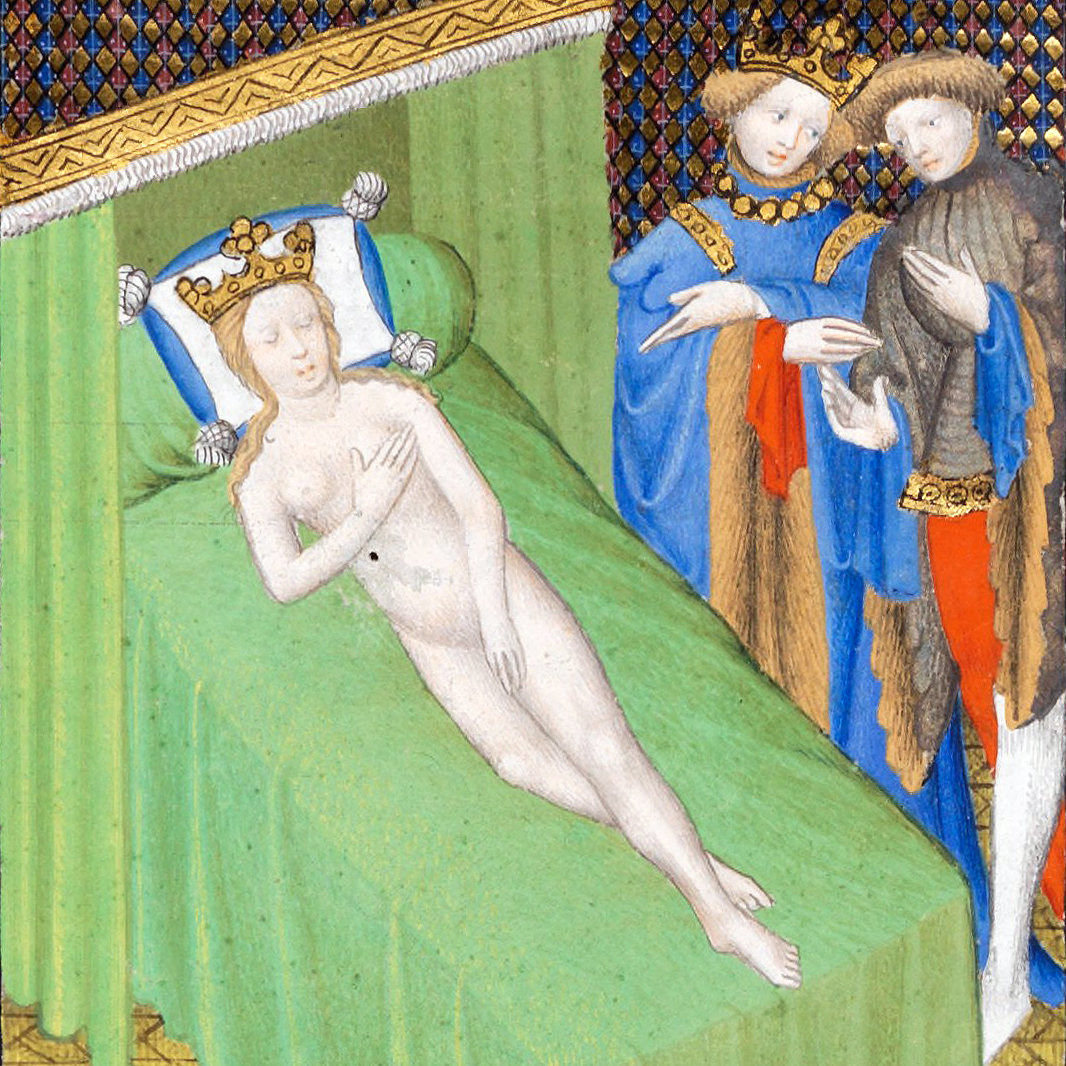
Nyssia, manželka krále Kandaula. Obraz z knihy od Giovanniho Boccaccia, De Casibus Virorum Illustrium (1355–1374).
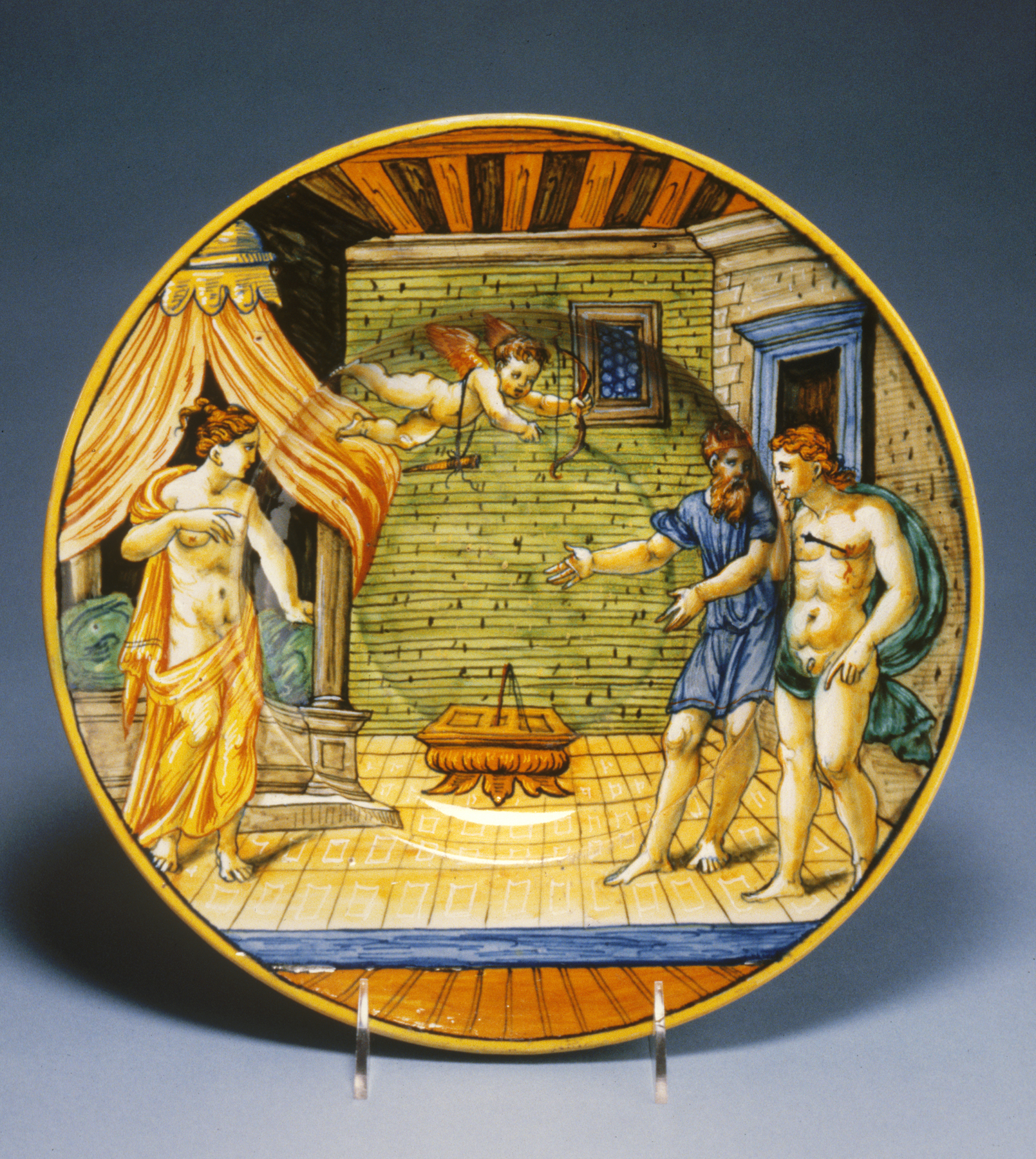
Italská renesanční keramika (1540–1550): Král Kandaules ukazuje svou manželku Nyssii Gýgovi. Dar Douglas H. Gordon, v roce 1951 Walters Art Museum.
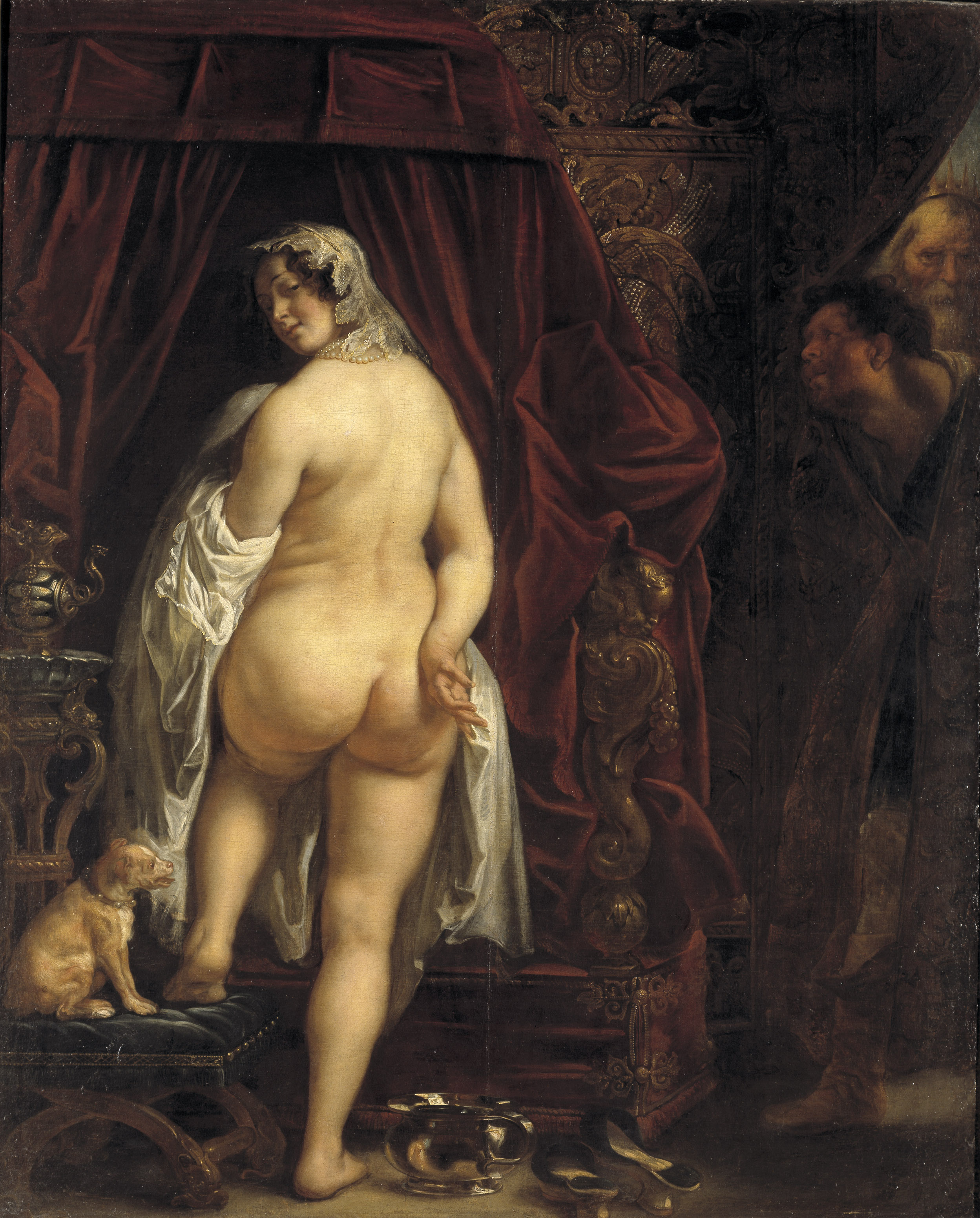
Král Kandaules ukazuje Gýgovi svou manželka Nyssii. Obraz ilustruje verzi příběhu dle Hérodota. Malíř Jacob Jordaens.
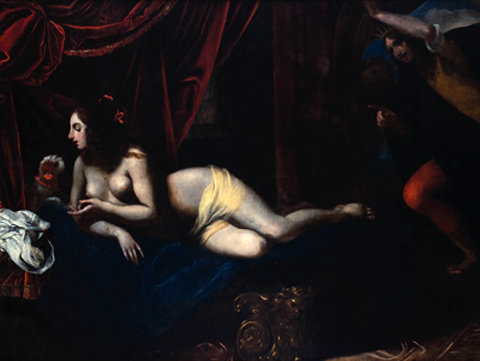
Gýgés v ložnici krále Kandaula. Malíř Francesco Furini. Umístěno v Městském muzeu výtvarného umění Juana Bautisty Castagnino, Rosario, Argentina. V roce 1938 daroval Alfonso Janelli.
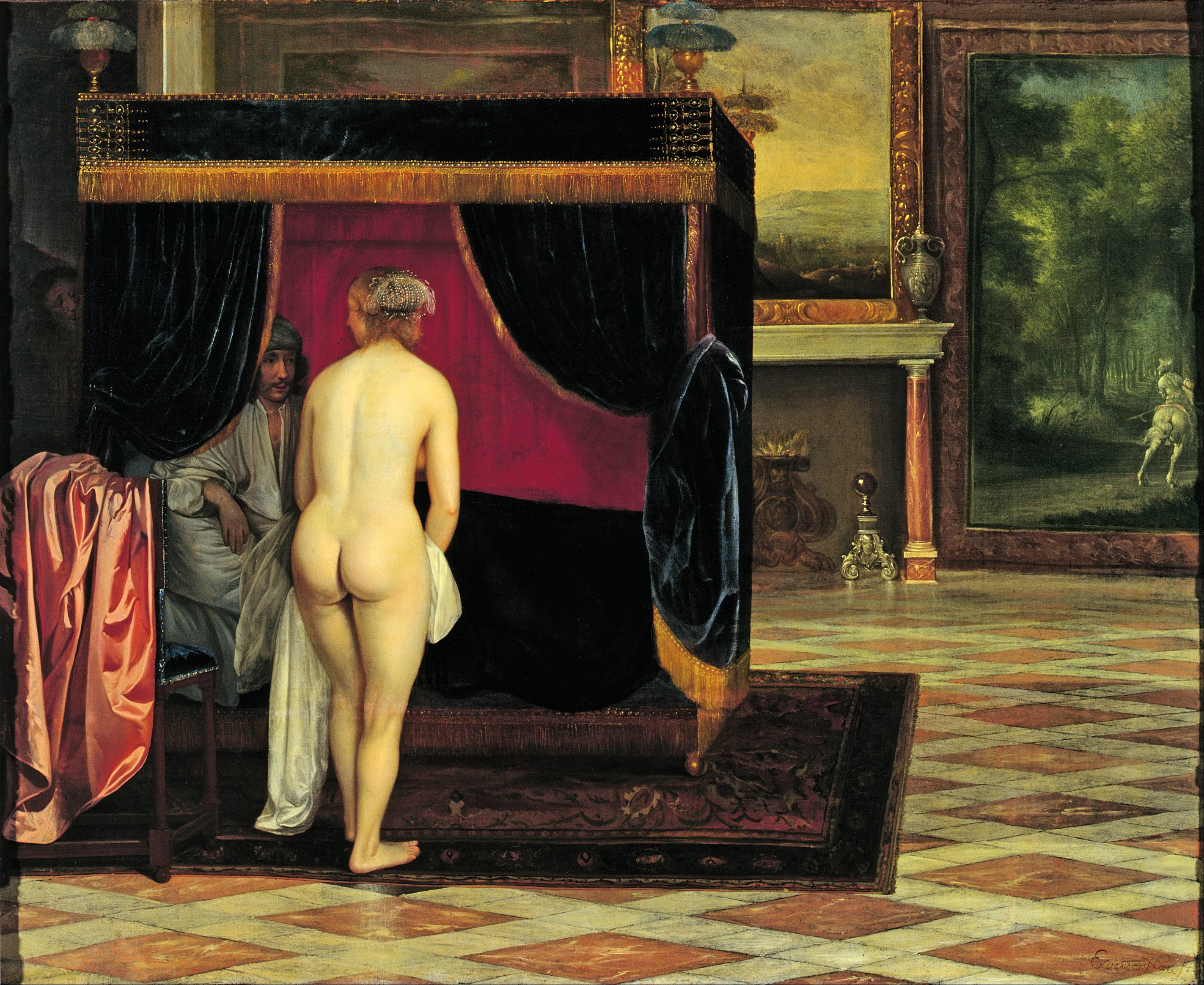
Manželka krále Kandaula přistihla Gýga. Holandský malíř Eglon Hendrik van der Neer (1635/1636 – 3. květen 1703). Obraz byl získán v 1935 ze sbírky Augusta Schuberta, Mönchengladbach.
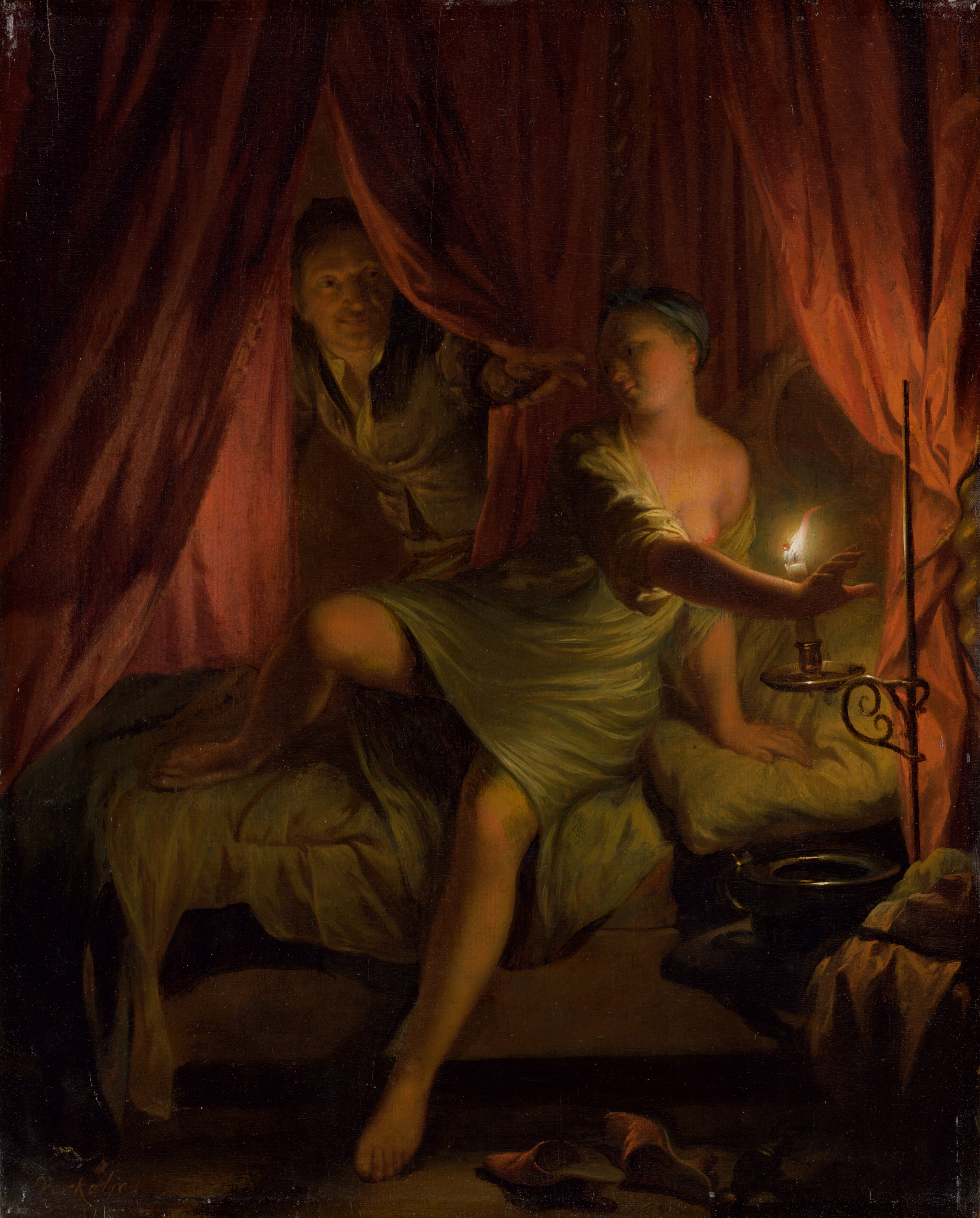
Obraz: Gýgés v ložnici ženy krále Kandaula. Holandský malíř Nicolaas Verkolj (11. duben 1673 – 21. leden 1746). Obraz je umístěn ve Slovenské národní galerii
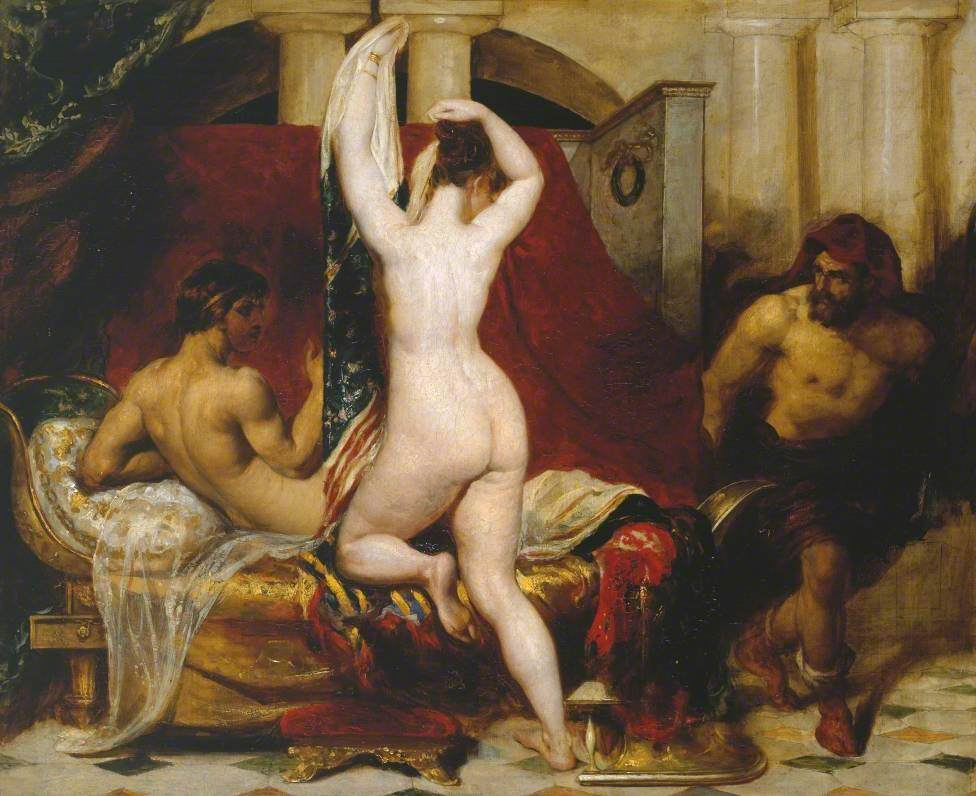
Kandaules, král Lydie, tajně ukazuje svou manželku Nyssii, Gýgovi, jednomu ze svých ministrů, jak jde nahá do postele. Tento obraz ilustruje verzi příběhu dle Hérodota. Malíř William Etty.
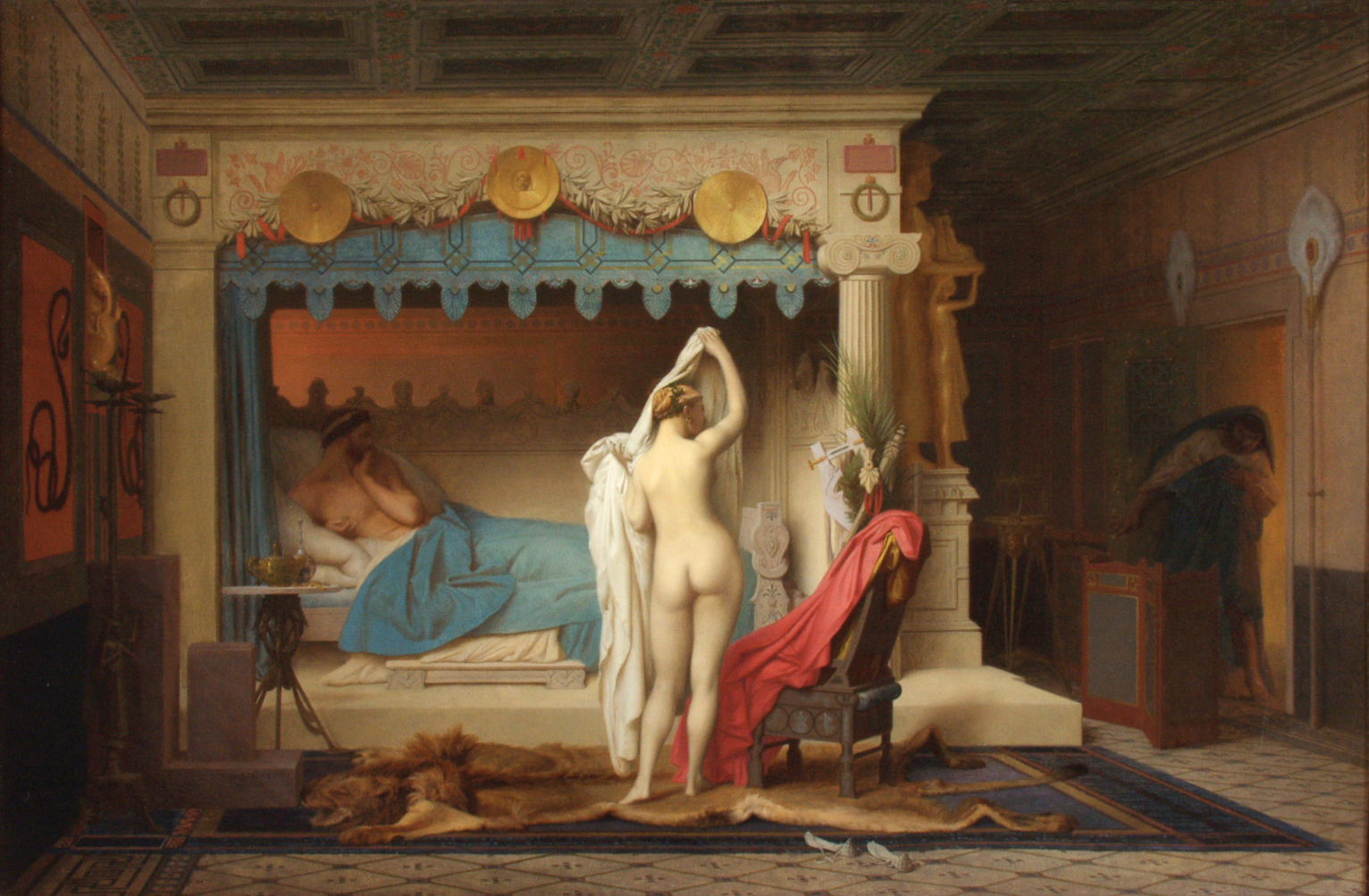
Král Kandaules, jeho manželka Nyssia a jeho milenka. Malíř Jean-Léon Gérôm, namalováno 1859.
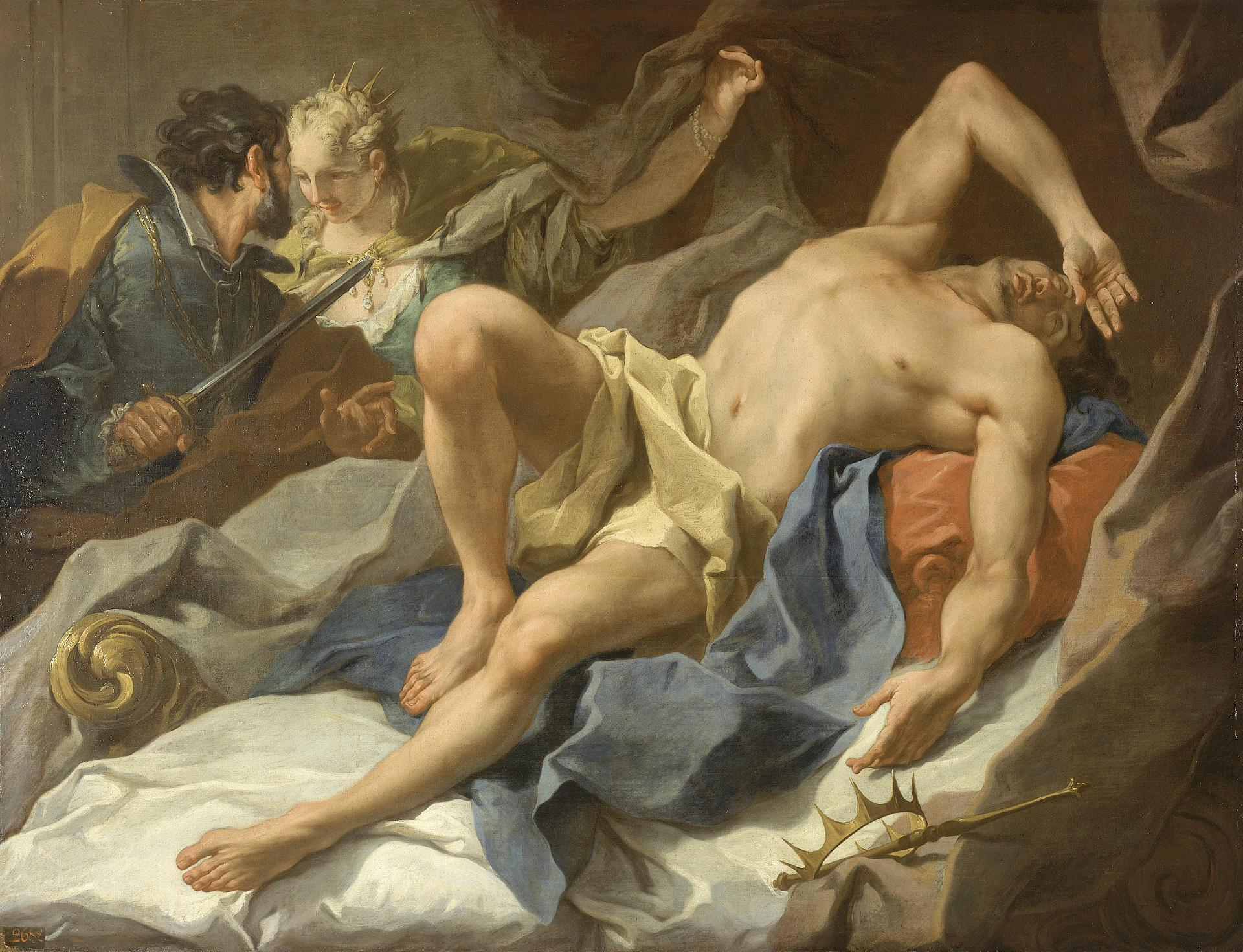
Smrt krále Kandaula. Malíř Giovanni Battista Pittoni, namalováno 1720. Obraz je umístěn v Ermitáži.
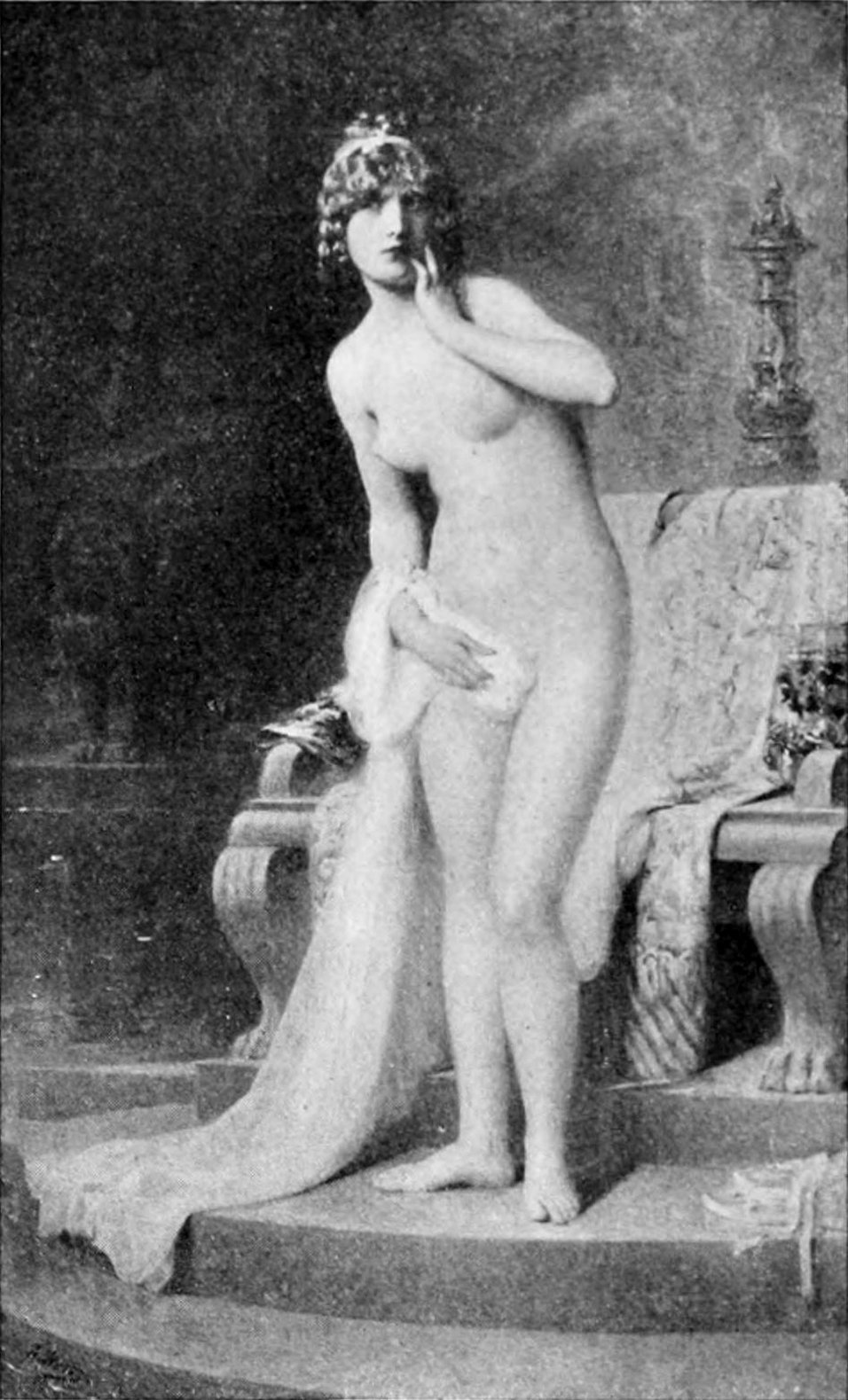
Manželka krále Kandaula. Fotografie od Adolphe Weisz (11. květen 1838, Budapešť, Maďarsko – 1914, Paříž, Francie), 1908.

## Psychologie
Dr. Isidor Isaak Sadger (29. říjen 1867 – 21. prosinec 1942) předpokládal, že se kandaulista při pohledu na partnerčino tělo, sice prožívá tělesnou přitažlivost, touhu, ale může ji prožít jen psychicky, uvnitř sebe, ve své fantazii. Kandaulismus byl také spojován s voyeurismem a exhibicionismem. Toto je v praxi realizováno tak, že partner pozoruje svou partnerku při sexuálním styku s jinými, a to veřejně, nebo utajeně.
Dr. Elis Suttonová, která se dlouhodobě zabývá psychologií dominantně-submisivních vztahů, tvrdí, že submisivní partner tak demonstruje odhodlání akceptovat jakékoliv ponížení a vzdát se vlastního uspokojení výměnou za to, že jeho životní partnerka prožívá kvalitnější sex s jiným partnerem. Kandaulistické praktiky byly často spojovány s nejrůznějšími způsoby ponižování partnera. Dr. Suttonová tvrdí, že iniciátorem této sexuální praktiky bývá častěji muž a upozorňuje, že se zpravidla jedná o nevratné rozhodnutí. Jakmile si žena po letech manželství ověří, že je stále atraktivní a že může udržovat další sexuální vztahy bez následků, zpravidla už není ochotna se této výhody vzdát.
Doc. PhDr. Stanislav Nečas, CSc. považuje kandaulismus za deviaci, při níž se muž ukájí při pohledu na muže, které má sexuální styk s jeho partnerkou, kterou mu kandaulista (deviant) poskytl bez jakékoliv sexuální motivace.
V případě kandaulismu jde o vrozenou deviaci a nelze ho tedy ani léčit. Deviace je spojená údajně pouze s mužskou sexualitou. Někteří lékaři psychologie zastávají názor, že jde o jakousi variantu homosexuality. Tento názor nebyl nikdy potvrzený a sexuologové jej nezastávají.

### Kandaulistické fantazie
Deviantní fantazie lze dělit z hlediska aktivit partnera, či partnerky.
| kandaulismus                              | sex   | masturbace |
| ----------------------------------------- | ----- | ---------- |
| Sexuální aktivity partnerky s jinými muži | 8,6 % | 14,6 %     |
| Sexuální aktivity partnera s jinými muži  | 1,9 % | 3,5 %      |

## Kandaulismus a historické osobnosti

### Sir. Richard Worsley vs. Mauric Georg Bisset vs. Lady Seymour Dorothy Fleming-Worsley
V roce 1782 v soudním případu sira Richarda Worsleye, 7 Baroneta (13. únor 1751 – 8. srpen 1805) proti Maurici Georgovi Bissetovi (1757–1821) , kdy šlo o tzv. trestný čin „Criminal conversation", tedy cizoložství s lady Seymour Dorothy Fleming-Worsleyovou (5. říjen 1758 – 9. srpen 1818). Později se ukázalo, že Richard Worsley umožnil Georgi Bissettovi špehovat lady Worsleyovou ve vaně.

### Gala Dali
Znalec a sběratel umění Charles Saatchi (9. červenec 1943) vyslovil úvahu, že kandaulismus měl jistý vliv na dílo Salvadora Daliho, když citoval epizody zaznamenané jeho životopisci, tedy situace, kdy byla Gala (7. září 1894 – 10. června 1982) , manželka Daliho ukazována nahá jiným mužům. 

### Robert Hanssen
Robert Hanssen, bývalý agent FBI, který byl v roce 2001 zatčen za špionáž pro Sovětský svaz a Ruskou federaci. Bylo zveřejněno, že si pořídil erotické fotografie své ženy Bernadett "Bonnie" Wauck Hanssenové, které pak svému příteli. Později Hanssen pozval svého přítele, aby jej tajně pozoroval při sexuálním styku se svou ženou. Zpočátku jeho přítel sledoval dění přes okno. Následně Hanssen odcizil FBI videotechniku, aby si mohl zřídil uzavřený televizní okruh, díky kterému mohl jeho přítel sledovat sexuální hrátky z domu pro hosty.   Později Hanssen zveřejnil na internetu sexuální zážitky, formou příběhů, ve kterých čtenáři, kteří manželský pár znali, mohli zcela jasně poznat o koho jde.

### Další osobnosti
Sváděné, nebo sexuálně nevěrné manželky, ev. šťastně provdané, ale nevěrné se souhlasem manželů, kteří toto vědomě ignoroval, toleroval, schválil, podporovali, nebo přiměl svou manželku k umožnění jejího sledování třetí osobou. Tyto osoby, historické postavy, měly vliv v umění, historii, literatuře, vědě, filmu, a měly dlouhodobé stabilní vztahy. Nepatří do světa pornografie.

#### Historické osobnosti
- Faustina, manželka římského imperátora Marcuse Aurelia.[20]
- Clodia Pulchra, žena římského občana a politika Quintuse Caeciliuse Metelluse Celera (103 př. n. l. – 59 př. n. l.).[20]
- Messalina, manželka římského imperátora Claudia.[20]
- Královna Margot Valois-Angoulême, manželka Jindřicha IV. Francouzského.[20]
- Dona Olimpia Maidalchini (26. květen 1591 – 27. září 1657), manželka Pamphilio Pamphili (1563/1564 – 29. srpna 1639), bratr papeže Inocence X.[20]
- Madame de Pompadour, manželka francouzského občana Charlese Guillaume Le Normant d'Étiolles (8. květen 1717 – 18. březen 1799).[20]
- Carevna Kateřina II. Veliká, manželka Petra III. Ruského.[20]
- Lady Hamiltonová, manželka Sira Williama Hamiltona.[20]
- Wallis Simpsonová, manželka krále Eduard VIII.[20]
- Marina Ripa di Meana (21. říjen 1941 – 5. leden 2018), manželka markýze Alessandra Lante della Rovere (27. červenec 1936 – 3. leden 1995).[20]

#### Umělci
- La fornarina, milenka italského malíře Raffaela Santiho.[20]
- Gala Dalí, manželka španělského malíře Salvadora Dalího.[20]
- Marta Marzotto (24. února 1931 – 29. července 2016), manželka italského hraběte Umberta Marzotta (12. duben 1926), milenka malíře Renata Guttusa.[20]

#### Vědci
- Clara Bracken McMillen (2. října 1898 – 30. dubna 1982), manželka amerického sexuologa Alfreda Kinseye.[20]

#### Mytické postavy
- Královna Guinevera, žena mystického anglického krále Artuše, jejím milencem byl králův oblíbenec, sir Lancelot.[20]

### Galerie

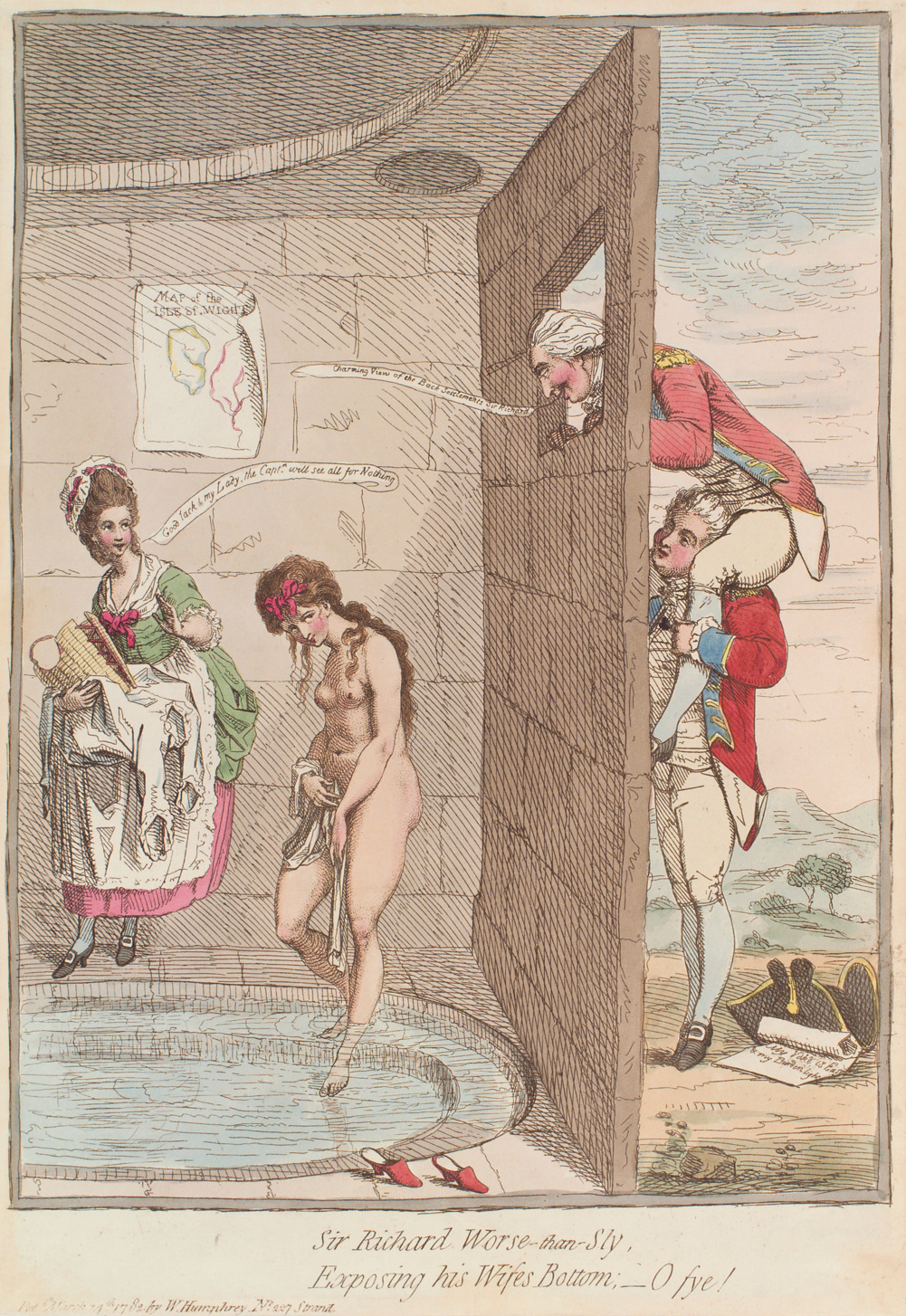
Originální text: „Sir Richard Worse-than-sly, exposing his wife's bottom; - o fye!" Karikatura Jamese Gillraye
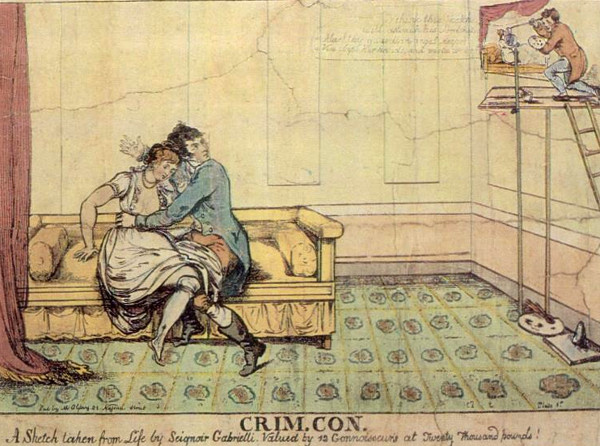
Crim. Con., karikatura od Gaspara Gabrielliho (1770–1828), sir John Piers (1772–1845) a lady Elizabeth Georgiana Morgan Cloncurry přistiženi v objetí.
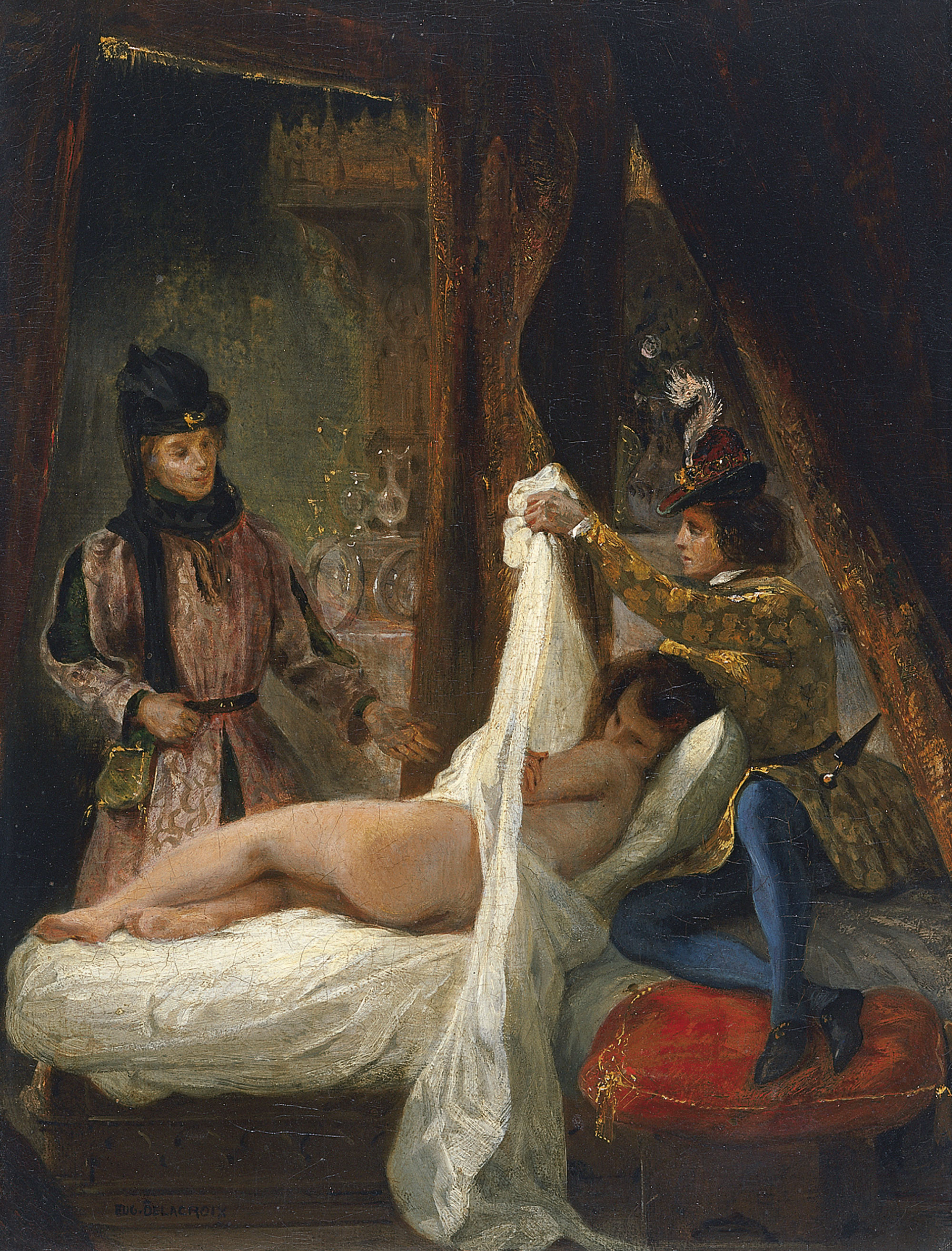
Vévoda Orleánský ukazuje svou milenku, Mariettu d'Enghien. Malíř Eugène Delacroix.
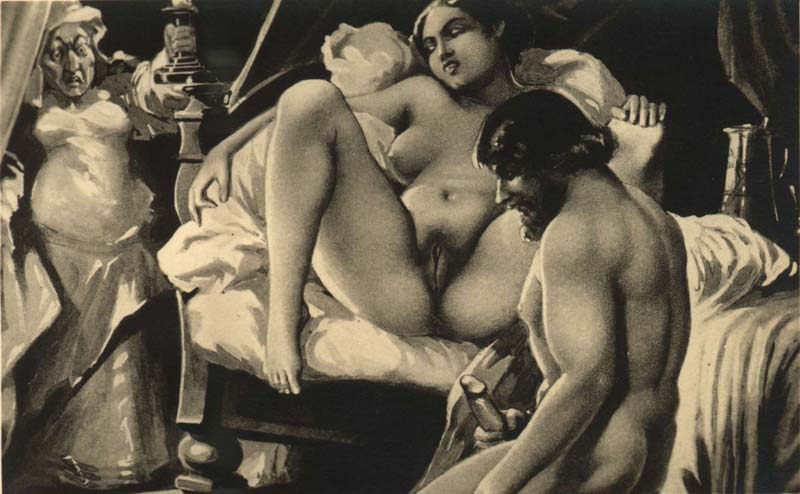
Paul Avril, Les Sonnetts Luxurieux (1892) de Pietro Aretino.
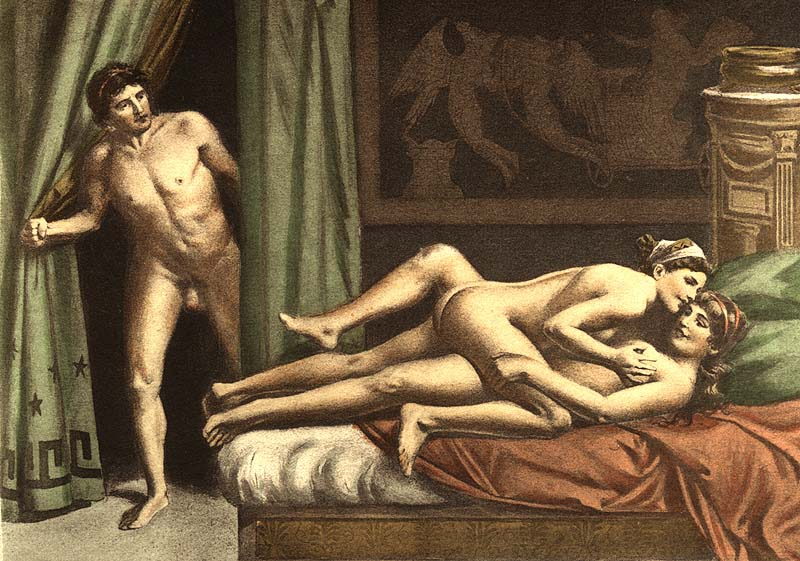
Malba od Édouard-Henri Avril, „Trojka" dvou žen a muže „De Figuris Veneris" s prvky kandaulismu

## Kandaulismus v uměleckých dílech

### Starověká literatura
V biblické Knize Ester král Achašveróš řídí, aby za ním přišla jeho žena, královna Vašti, s korunou (patrně nahá), aby všichni viděli, jakou mají krásnou královnu. Někteří komentátoři to chápali tak, že měla přijít s insigniemi královny a nic jiného, což by v případě kandaulismu bylo zcela zřejmé.

### Zahraniční literatura
V roce 1844 napsal Théophile Gautier, krátkou povídku Le Roi Candaule.
V pátém svazku díla Anglické a skotské populární balady (anglicky The English and Scottish Popular Ballads), z roku 1898, byla balada „Our Goodman", která je na toto téma. 
Kandaulismus bylo téma v 12 svazkovém díle Tanec k hudbě času (anglicky A Dance to the Music of Time) od Anthonyho Powella (21. prosinec 1905 – 28. březen 2000). Klíčová scéna v předposledním svazku z roku 1973, Dočasní králové (anglicky Temporary Kings), byla zasazena do podkroví benátského paláce, ve kterém Tiepolo popisuje krále Candaulese, který umožňoval Gýgésovi vidět jeho nahou manželku Nyssii. Téma voyeurismu prochází všemi díly románu, včetně scény, ve které postava, která vystupuje v celém románu, Kenneth Widmerpool, sleduje svou ženu s milencem.
Na téma kandaulismu vyšla od autorů Ravena Merlota a Alexandry Noir edice knih po názvem Hotwife and cuckold Bedtime Stories.

### Česká literatura
Český spisovatel Eduard Vacek se ve svém třetím dílu prozaické trilogie s titulem S devianty na věčné časy! zaměřil na téma sexuálních deviací a také kandaulismu.

### Divadelní umění
V říjnu roku 1868 bylo uvedeno baletní dílo Le Roi Candaule od Mariuse Petipa, s hudbou Cesare Pugni, Libreto napsal Jules-Henri Vernoy de Saint-Georges (7. listopad 1799 – 23. prosinec 1875) na základě příběhu o králi Candaulesovi, vládci Lydie, jak jej sepsal Herodotos ve svém díle Dějiny.
V roce 1901 André Gide napsal opus Le Roi Candaule, který byl po 100 letech uveden v Hamburku a také na festivalu v Salcburku.
V roce 1935 byla uvedena v Rakousku opera Der König Kandaules, od Alexandera von Zemlinského.

### Filmy
| Český název              | Originální název                   | Rok  | Režisér                  | Žánr                                       | V hlavních rolích                                                          |
| ------------------------ | ---------------------------------- | ---- | ------------------------ | ------------------------------------------ | -------------------------------------------------------------------------- |
| Extase                   |                                    | 1933 | Gustav Machatý           | Drama, Romantika                           | Hedy Kieslerová, Aribert Mog, Zvonimir Rogoz, Leopold Kramer               |
| Gilda                    | Gilda                              | 1946 | Charles Vidor            | Drama, Film-Noir, Romantický, Thriller     | Rita Hayworth, Glenn Ford, George MacReady                                 |
| Jules a Jim              | Jules et Jim                       | 1962 | François Truffaut        | Drama, Romantický                          | Jeanne Moreau, Oscar Werner, Henri Serre                                   |
| Nůž ve vodě              | Nóż w wodzie                       | 1962 | Roman Polanski           | Drama, Psychologický                       | Leon Niemczyk, Jolanta Umecka, Zygmunt Malanowicz                          |
| Sladká Irma              | Irma la Douce                      | 1963 | Billy Wilder             | Komedie, Romantický                        | Jack Lemmon, Shirley MacLaine, Lou Jacobi                                  |
| Mlčení                   | Tystnaden                          | 1963 | Ingmar Bergman           |                                            |                                                                            |
| Kráska dne               | Belle de Jour                      | 1967 | Luis Buñue               | Drama                                      | Catherine Deneuve, Jean Sorel, Michel Piccoli                              |
| Absolvent                | Absolvent                          | 1967 | Mike Nichols             | Komedie, Drama, Romantický                 | Dustin Hoffman, Anne Bancroft, Katharine Ross                              |
|                          | Il merlo maschio                   | 1971 | Pasquale Festa Campanile | Komedie                                    | Laura Antonelli, Lando Buzzanca, Aldo Puglisi                              |
| Poslední žena            | La dernière femme                  | 1976 | Marco Ferreri            | Drama                                      | Gérard Depardieu, Ornella Muti, Michel Piccoli                             |
| Plechový bubínek         | Die Blechtrommel                   | 1979 | Volker Schlöndorff       | Drama, Válečný                             | David Bennent, Mario Adorf, Angela Winkler                                 |
| Dvě tváře války          | La Pelle                           | 1981 | Liliana Cavani           | Drama, Válečný                             | Claudia Cardinale, Marcello Mastroianni, Burt Lancaster                    |
| Querelle                 | Querelle                           | 1982 | Rainer Werner Fassbinder | Drama                                      | Brad Davis, Jeanne Moreau, Franco Nero                                     |
| Mariini milenci          | Maria's Lovers                     | 1984 | Andrej Končalovskij      | Drama, Romantický                          | Nastassja Kinski, John Savage, Keith Carradine                             |
| 9 a 1/2 týdne            | Nine 1/2 Weeks                     | 1986 | Adrian Lyne              | Drama, Romantický                          | Mickey Rourke, Kim Basinger, Christine Baranski                            |
|                          | I miei primi 40 anni               | 1987 | Carlo Vanzina            | Komedie, Erotický                          | Carol Alt, Elliott Gould, Jean Rochefort                                   |
| Smyslná orchidej         | Wild Orchid                        | 1990 | Zalman King              | Drama, Romantický, Erotický                | Jacqueline Bisset, Carré Otis, Mickey Rourke                               |
| Henry a June             | Henry & June                       | 1990 | Philip Kaufman           | Drama, Životopisný                         | Fred Ward, Uma Thurman, Maria de Medeiros                                  |
| Ohňostroj marnosti       | The Bonfire of the Vanities        | 1990 | Brian De Palma           | Komedie, Drama                             | Tom Hanks, Bruce Willis, Melanie Griffith, Kim Cattrall                    |
| Hořký měsíc              | Bitter Moon                        | 1992 | Roman Polanski           | Drama, Romantický, Thriller                | Hugh Grant, Kristin Scott Thomas, Emmanuelle Seigner, Peter Coyote         |
| Modrá orchidej           | Wild Orchid II: Two Shades of Blue | 1992 | Zalman King              | Drama                                      | Nina Siemaszko, Wendy Hughes, Tom Skerritt                                 |
| Královna Margot          | La Reine Margot                    | 1994 | Patrice Chéreau          | Drama, Romantický, Historický, Životopisný | Isabelle Adjani, Daniel Auteuil, Virna Lisi, Miguel Bosé                   |
| Specialista              | The Specialist                     | 1994 | Luis Llosa               | Thriller, Akční, Drama                     | Sylvester Stallone, Sharon Stone, James Woods                              |
| Francouzka               | Une femme française                | 1995 | Régis Wargnier           | Drama                                      | Emmanuelle Béart, Daniel Auteuil, Gabriel Barylli                          |
| Dokonalá vražda          | A Perfect Murder                   | 1998 | Andrew Davis             | Thriller, Romantický, Krimi                | Michael Douglas, Gwyneth Paltrow, Viggo Mortensen                          |
| Spalující touha          | Eyes Wide Shut                     | 1999 | Stanley Kubrick          | Thriller, Drama, Mysteriózní, Erotický     | Tom Cruise, Nicole Kidman                                                  |
| Jak moc mě miluješ?      | Combien tu m'aimes?                | 2005 | Bertrand Blier           | Komedie                                    | Monica Bellucciová, Bernard Campan, Gérard Depardieu                       |
| Gejša                    | Memoirs of a Geisha                | 2006 | Rob Marshall             | Drama, Romantický, Historický              | Čang C’-i, Kung Li, Zhang Ziyi, Ken Watanabe                               |
| Les Anges Exterminateurs | Les Anges exterminateurs           | 2006 | Jean-Claude Brisseau     | Drama, Fantasy, Erotický                   | Frédéric van den Driessche, Maroussia Dubreuil, Lise Bellynck, Marie Allan |

## Kandaulismus a sociální inženýrství
V roce 1925 vyšla kniha Alexandry M. Kollontajové pod názvem Cestu okřídlenému erosu, v edici Socialistické epištoly (Kniha Praha), kde uvádí, že: „spolu s vítězstvím komunistických principů v oboru politiky a ekonomie musí se dokonat revoluce i v citech a ve stavbě duše pracujícího lidstva". Tedy „Pryč s hnusným principem vlastnictví. Budoucnost sexu patří kolektivnímu soudružství.“
V Sovětském svaze byly v meziválečném období, a po druhé světové válce, stavěny pro dělnickou třídu domy, kde žili zvlášť ženy s dětmi a zvlášť muži.